# Unión Cristiana
La Unión Cristiana (en neerlandés, Christen Unie, CU) es un partido político democristiano neerlandés. La CU mantiene posiciones socialmente conservadoras en temas como el matrimonio entre personas del mismo sexo, el aborto y la eutanasia, y es euroescéptica mientras mantiene posturas progresistas sobre cuestiones económicas, de inmigración y ambientales. El partido se describe a sí mismo como «cristiano social».

## Historia
Fundada en 2000 como una fusión de la Alianza Política Reformada (GPV) y la Federación Política Reformatoria (RPF). Después de duplicar sus escaños en las elecciones de 2006 se convirtió en el miembro más pequeño del cuarto gabinete de Jan Peter Balkenende, lo que no obstante le permitió asumir cargos como el de vice primer ministro y diversos ministerios.
En octubre de 2013, el segundo gabinete de Mark Rutte (integrado por el VVD y el PvdA), que carecía de mayoría en el Senado, llegó a un acuerdo presupuestario con la CU, el SGP y los D66. Previamente en febrero de ese año, las mismas formaciones habían llegado a un acuerdo sobre la modernización del mercado inmobiliario. Aunque el gabinete era bastante impopular y tanto el VVD como el PvdA perdieron muchos escaños municipales durante las elecciones municipales del 19 de marzo de 2014, los partidos que brindaron apoyo táctico al gobierno, como los D66, la CU y el SGP ganaron muchos escaños.
Después de las elecciones generales de 2017, la Unión Cristiana se convirtió en parte del tercer gabinete de Rutte, teniendo tres representantes en el entonces gabinete: la ministra Carola Schouten para el Ministerio de Agricultura, Naturaleza y Calidad de los Alimentos, Arie Slob, Ministra de Educación Primaria, Educación Secundaria y Medios de Comunicación y Paul Blokhuis, Secretario de Estado de Salud, Bienestar y Deportes.

## Ideología
Principalmente un partido protestante, la CU basa sus políticas en la Biblia y toma los principios teológicos de la caridad y la mayordomía como bases para su apoyo al gasto público y el ambientalismo. El partido busca que el gobierno defienda la moral cristiana, pero apoya la libertad de religión bajo la doctrina de soberanía de la esfera social. La formación es moderadamente euroescéptica; anteriormente pertenecía al Grupo de los Conservadores y Reformistas Europeos (ECR) en el Parlamento Europeo, pero ahora se sienta con el Grupo del Partido Popular Europeo  (PPE). Es miembro del Movimiento Político Cristiano Europeo.
En algunas elecciones, forma una alianza con el Partido Político Reformado (SGP).

## Resultados electorales
| Año  | Votos         | %    | Resultado | +/-         | Gobierno  |
| ---- | ------------- | ---- | --------- | ----------- | --------- |
| 2002 | 240.953 (#8)  | 2,54 | 4/150     | 1a          | Oposición |
| 2003 | 204.649 (#8)  | 2,12 | 3/150     | 1           | Oposición |
| 2006 | 390.969 (#7)  | 3,97 | 6/150     | 3           | Coalición |
| 2010 | 305.094 (#8)  | 3,24 | 5/150     | 1           | Oposición |
| 2012 | 294.586 (#7)  | 3,1  | 5/150     | Sin cambios | Oposición |
| 2017 | 356.271 (#8)  | 3,4  | 5/150     | Sin cambios | Coalición |
| 2021 | 351.275 (#10) | 3,37 | 5/150     | Sin cambios | Coalición |
| 2023 | 212.532 (#13) | 2,04 | 3/150     | 2           | Oposición |

a Respecto a la suma de los resultados de la Alianza Política Reformada (GPV) y la Federación Política Reformatoria (RPF) en las elecciones de 1998.